# 李在允
李在允（：／ Lee Jae-Yoon；1994年8月9日—），藝名在允（韓語：재윤），出生於韓國釜山廣域市水營區，現為韓國FNC娛樂旗下的首支男子舞蹈組合SF9的副唱。2015年時以Neoz School 1期生公開，曾客串網路劇Click Your Heart。2016年與2017年分別為《內衣少女時代》及《My Only Love Song》演唱OST；會不定期在SF9官方YouTube頻道公開翻唱影片。2020年1月26日，以합정역 5번 출구（合井站五號出口）的身份，參與神秘音樂秀：蒙面歌王。

## 簡歷

### 出道前
2015年12月12日，李在允以練習生身份參加FNC日本家族演唱會，不久後，作為Neoz School 1期生公開；2016年參演 FNC娛樂與Mnet合作的選秀節目《D.O.B（Dance or Band）》，以Dance Team勝出，獲得出道機會。

### 出道後
2016年
- 2016年10月5日以SF9的副唱出道，隊內表情符號為🐣

2017年
- 2017年6月9日發行《My Only Love Song (마이 온리 러브송)》OST 《Dear My Love (고마운 내 사랑)》
- 2017年9月13日發行《內衣少女時代(란제리 소녀시대)》OST 《The Way We Were (다시 우리 만나도)》

2018年
- 2018年7月20日，於FNC官方YouTube公開和太陽合作的《쟁턍의 맛난다! 맛나! (在允太陽的好吃吧！好吃！)》

2019年
- 2019年4月19日，於FNC官方YouTube公開和太陽合作的《쟁턍의 맛난다! 맛나! - 한식 특집 (在允太陽的好吃吧！好吃！- 韓食特輯)》
- 2019年7月3日，於SF9官方YouTube公開和太陽合作的《쟁턍의 맛난다! 맛나! - 7월 특집 (在允太陽的好吃吧！好吃！- 七月特輯)》
- 2019年9月12日，於SF9官方YouTube公開和太陽合作的《쟁턍의 맛난다! 맛나! - 추석 특집 (在允太陽的好吃吧！好吃！- 中秋特輯)》
- 2019年11月13日，於SF9官方YouTube公開和太陽合作的《쟁턍의 맛난다! 맛나! - 수능 특집 (with Special Guest) (在允太陽的好吃吧！好吃！- 高考特輯)，嘉賓：仁誠》
- 2019年11月15日，於SF9官方YouTube頻道公開翻唱影片《SF9 JAEYOON - 허전해 (폴킴) Cover Ver.》
- 2019年12月13日，於SF9官方YouTube公開和太陽合作的《쟁턍의 맛난다! 맛나! - 김장 특집 (在允太陽的好吃吧！好吃！- 醃泡菜特輯)》
- 2019年12月18日，於SF9官方Youtube頻道公開與仁誠合作翻唱的影片《[FOR FANTASY] SF9 INSEONG & JAEYOON – 시든 꽃에 물을 주듯 (박혜원) Cover Ver.》

2020年
- 2020年1月26日，以합정역 5번 출구（合井站五號出口）的身份，參與神秘音樂秀：蒙面歌王，演唱演唱Bravo, my life! (봄여름가을겨울)，並晉級到第二輪
- 2020年2月2日，以합정역 5번 출구（合井站五號出口）的身份，參與神秘音樂秀：蒙面歌王，演唱이 바보야 (정승환)，並在節目上展現性感舞蹈，表現出與溫柔嗓音相反的魅力
- 2020年4月3日，於SF9官方YouTube公開和太陽合作的《쟁턍의 맛난다! 맛나! - 브런치 특집 (在允太陽的好吃吧！好吃！- 早午餐特輯)》
- 2020年4月7日，於SF9官方YouTube頻道公開翻唱影片《SF9 JAEYOON - Love poem (아이유) Cover Ver.》
- 2020年4月24日，於SF9官方微博公開翻唱中文歌影片《SF9 李在允 - 怎麼了 (周興哲) Cover Ver.》
- 2020年6月19日，於SF9官方YouTube公開和太陽合作的《쟁턍의 맛난다! 맛나! - 양식 특집 (在允太陽的好吃吧！好吃！- 西餐特輯)》
- 2020年7月21日，於SF9官方YouTube頻道公開翻唱影片《SF9 JAEYOON – 愛창곡 (나윤권) Cover Ver.》
- 2020年8月27日，於FNC官方微博公開翻唱中文歌影片《SF9 李在允 - 說謊 (林宥嘉) Cover Ver.》
- 2020年10月20日，於SF9官方Youtube頻道公開與太陽合作翻唱的影片《SF9 JAEYOON & YOOTAEYANG – Stuck with U (Ariana Grande, Justin Bieber) Cover (Live Ver.)》
- 2020年11月7日，於SF9官方YouTube頻道公開翻唱影片《SF9 JAEYOON – 내 마음이 움찔했던 순간 (규현) Cover Ver.》
- 2020年11月19日，於SF9官方Youtube頻道公開與仁誠合作翻唱的影片《[COVER with BLUE] SF9 INSEONG & JAEYOON – 과거 현재 미래 (CNBLUE) Cover Ver.》
- 2020年12月25日，於FNC官方微博公開翻唱中文歌影片《SF9 李在允 - 修煉愛情 (林俊傑) Cover Ver.》

2021年
- 2021年1月14日，於MBCkpop官方YouTube頻道公開翻唱影片《[MV] 엔플라잉, SF9, 체리블렛의 콜라보 노래 다시 부르기 - '철망 앞에서'》
- 2021年2月6日，於SF9官方YouTube頻道公開翻唱影片《[archive 9] SF9 JAEYOON – 눈사람 (정승환) Cover Ver.'》
- 2021年4月24日，於SF9官方YouTube頻道公開翻唱影片《[archive 9] SF9 JAEYOON - 내 손을 잡아 Cover Ver.'》
- 2021年7月11日，於SF9官方YouTube公開和太陽合作的《쟁턍의 맛난다! 맛나! -  눈물 날 만큼 맛있는 요리 특집 (with Special Guest) (在允太陽的好吃吧！好吃！- 美味特輯)嘉賓：永彬、仁誠、輝映》
- 2021年7月27日，於Seezn 시즌官方YouTube頻道公開仁誠合作翻唱的影片《[싱스테이3] ‘SF9 인성, 재윤 – Love poem’  (Live 세로캠)》
- 2021年7月27日，於노래는 듣고 다니냐 NORAE-ing官方YouTube頻道公開翻唱影片《[4K] Summer Season- SF9 재윤(JAE YOON)이 부르는 '비'오는 날 오후 (원곡: Paul Kim - 비 Rain) LIVE Of Time N시의 라이브》
- 2021年7月29日，於FNC官方微博公開翻唱中文歌影片《SF9 李在允 - 不為誰而做的歌 (林俊傑) Cover Ver.》
- 2021年7月30日，於Seezn 시즌官方YouTube頻道公開仁誠合作翻唱的影片《[싱스테이3] 'SF9 인성,재윤 – 별 보러 가자'  Live》
- 2021年9月28日，於KBS CoolFM官方YouTube頻道公開翻唱影片《[STATION Z LIVE] SF9 재윤, 유태양 고퀄리티 라이브 모음ㅣ어떻게 이별까지 사랑하겠어 널 사랑하는 거지 ㅣ 밤편지ㅣKBS 210927방송》
- 2021年10月3日發行《Love in Black Hole (러브 인 블랙홀)》OST 《My Universe (마이 유니버스)》

## 音樂作品

### OST
| 年份 | 名稱                                           | 歌曲名稱                           | 合作藝人               |
| 2016 | 電視劇《Click Your Heart》                     | 如能與你相伴（너와 함께라면）      | 仁誠、達淵、路雲、太陽 |
| 2017 | 網路劇《My Only Love Song (마이 온리 러브송)》 | Dear My Love (고마운 내 사랑)      | 不適用                 |
| 2017 | 電視劇《內衣少女時代 (란제리 소녀시대)》       | The Way We Were (다시 우리 만나도) | 不適用                 |
| 2021 | 網路劇《Love in Black Hole (러브 인 블랙홀)》  | My Universe (마이 유니버스)        | 不適用                 |

### COVER Ver.
| 年份 | 原唱者                       | 歌曲名稱                                            | 合作藝人                                                          |
| 2019 | Paul Kim (폴킴)              | 허전해                                              | 不適用                                                            |
| 2019 | HYNN (박혜원)                | 시든 꽃에 물을 주듯 (The Lonely Bloom Stands Alone) | 仁誠                                                              |
| 2020 | IU (아이유)                  | Love poem                                           | 不適用                                                            |
| 2020 | 周興哲                       | 怎麼了                                              | 不適用                                                            |
| 2020 | 나윤권                       | 愛창곡                                              | 不適用                                                            |
| 2020 | 林宥嘉                       | 說謊                                                | 不適用                                                            |
| 2020 | Ariana Grande, Justin Bieber | Stuck with U                                        | 柳太陽                                                            |
| 2020 | 圭賢                         | 내 마음이 움찔했던 순간                             | 不適用                                                            |
| 2020 | CNBLUE                       | 과거 현재 미래 (Then, Now and Forever)              | 仁誠                                                              |
| 2020 | 林俊傑                       | 修煉愛情                                            | 不適用                                                            |
| 2021 | 김민기                       | 철망 앞에서 (In Front of the Iron Fence)            | 永彬、仁誠、N.Flying (李承協、柳會勝)、Cherry Bullet (海允、紫蘿) |
| 2021 | 鄭承煥 (정승환)              | 눈사람 (The Snowman)                                | 不適用                                                            |
| 2021 | IU (아이유)                  | 내 손을 잡아 (Hold My Hand)                         | 不適用                                                            |
| 2021 | IU (아이유)                  | Love poem                                           | 仁誠                                                              |
| 2021 | Paul Kim (폴킴)              | 비 (Rain)                                           | 不適用                                                            |
| 2021 | 적재                         | 별 보러 가자                                        | 仁誠                                                              |
| 2021 | 林俊傑                       | 不為誰而作的歌                                      | 不適用                                                            |
| 2021 | 樂童音樂家 (악동뮤지션)      | 어떻게 이별까지 사랑하겠어, 널 사랑하는 거지        | 不適用                                                            |

### 雜誌
| 時間      | 雜誌名稱     | 合作藝人                                       |
| 2021年2月 | Men's Health | 不適用                                         |
| 2021年    | ELLE Korea   | 與ONF (E-TION) 共同拍攝；패트와 매트(Pat＆Mat) |
| 2021年8月 | THE STAR     | 永彬、仁誠                                     |

## 影視作品

### 網絡劇
| 播出日期      | 節目名稱                            | 角色名稱    | 備註              |
| 2016年3月17日 | Click Your Heart                    | 李在允      | 客串 (廣播社社員) |
| 2021年9月17日 | 러브 인 블랙홀 (Love in Black Hole) | 성운 (成雲) | 前輩              |

### 音樂劇
| 日期                        | 劇名                    | 角色名稱        | 備註 |
| 2021年8月27日-2022年1月30日 | 창업 (創業)             | 이방원 (李芳遠) |      |
| 2022年3月8日-2022年5月29日  | 또! 오해영 (又! 吳海英) | 박도경 (朴道京) |      |

### 話劇
| 日期                        | 劇名                | 角色名稱            | 備註 |
| 2021年12月2日-2022年2月12日 | 환상동화 (奇幻童話) | 사랑광대 (愛情小丑) |      |

### 綜藝節目
| 播出日期                    | 節目名稱             | 集數         | 備註                              |
| 2020年1月26日-2020年2月2日  | 神秘音樂秀：蒙面歌王 | 第239、240集 | 합정역 5번 출구（合井站五號出口） |
| 2021年7月8日-2021年8月15日  | 우당탕탕 프렌즈      | 共10集       | 與ONF (E-TION) 共同主持           |
| 2021年9月1日-2021年10月29日 | 우당탕탕 프렌즈 2    | 共8集        | 與ONF (E-TION) 共同主持           |

### 主持
| 年份   | 電視台 | 節目名稱              | 備註 |
| 2022年 | KBS1   | 스카우트(KBS 1TV) 3.0 | MC   |

### VLIVE
저는 시리즈 / 我可以系列
| 播出日期       | 節目名稱                                     |
| 2020年2月23日  | 저는 잘재울수있어요 （页面存档备份，存于）   |
| 2020年2月26日  | 저는 밥먹을거예요 （页面存档备份，存于）     |
| 2020年3月7日   | 저는 잘만들수있어요 （页面存档备份，存于）   |
| 2020年3月11日  | 저는 잘구울수있어요 （页面存档备份，存于）   |
| 2020年3月19日  | 저는 잘저을수있어요 （页面存档备份，存于）   |
| 2020年4月8日   | 저는 잘심을수있어요 （页面存档备份，存于）   |
| 2020年4月22日  | 저는 잘뜰수있어요 （页面存档备份，存于）     |
| 2020年4月30日  | 저는 잘뜰수있어요2 （页面存档备份，存于）    |
| 2020年5月7日   | 저는 잘갈수있어요 （页面存档备份，存于）     |
| 2020年5月14日  | 저는 잘녹일수있어요 （页面存档备份，存于）   |
| 2020年6月18日  | 저는 잘엮을수있어요 （页面存档备份，存于）   |
| 2020年8月13日  | 저는 잘선물할수있어요 （页面存档备份，存于） |
| 2020年9月3日   | 저는 잘칠할수있어요 （页面存档备份，存于）   |
| 2020年9月22日  | 저는 잘꾸밀수있어요 （页面存档备份，存于）   |
| 2020年10月24日 | 저는 잘꿰맬수있어요 （页面存档备份，存于）   |
| 2020年12月26日 | 저는 잘그릴수있어요 （页面存档备份，存于）   |
| 2020年12月31日 | 저는 잘구울수있어요2 （页面存档备份，存于）  |
| 2021年1月7日   | 저는 잘묻힐수있어요 （页面存档备份，存于）   |
| 2021年2月18日  | 저는 잘붙일수있어요 （页面存档备份，存于）   |
| 2021年4月13日  | 저는 잘맡을수있어요 （页面存档备份，存于）   |
| 2021年8月8日   | 저는 잘쓸수있어요 （页面存档备份，存于）     |
| 2022年4月14日  | 저는 잘만들수있어요2 （页面存档备份，存于）  |